# Mater Matuta

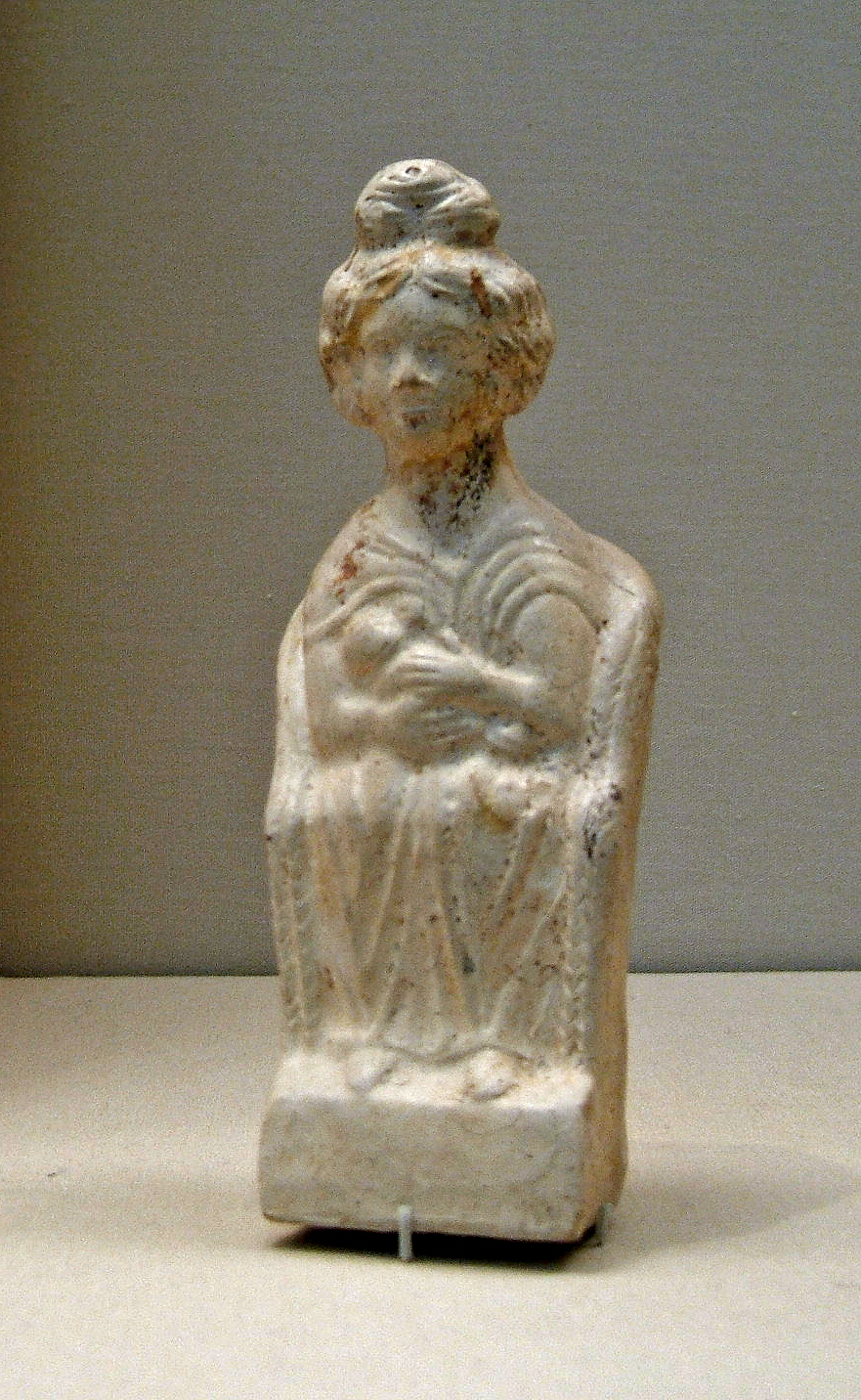
Statuina di Mater Matuta del II secolo, ritrovata a Welwyn Grange, nello Hertfordshire in Inghilterra

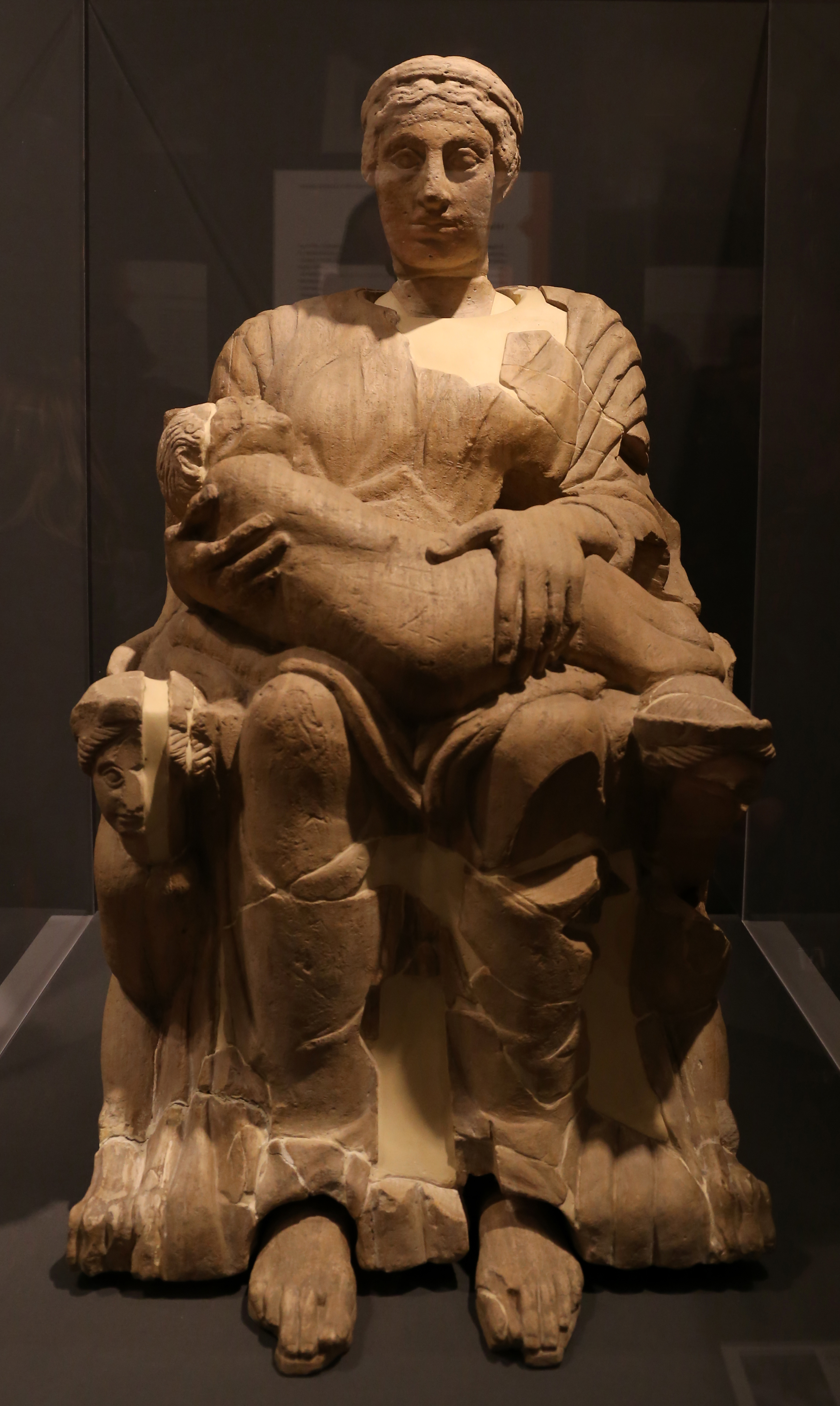
Statua di Mater Matuta del V secolo a.C., ritrovata nella necropoli della Pedata, presso Chianciano Terme in Toscana

Nella mitologia romana, Mater Matuta (in italiano Madre Propizia) era la dea del Mattino o dell'Aurora e quindi protettrice della nascita degli uomini e delle cose.
Più tardi fu associata alla dea greca Eos, a Leucotea o, appunto, Aurora.

## Descrizione
Aveva un tempio nel Foro Boario, accanto al Porto fluviale di Roma, consacrato secondo la leggenda da Romolo, distrutto nel 506 a.C. e ricostruito nel 396 a.C. da Marco Furio Camillo, per adempiere al voto fatto durante l'assedio di Veio, nell'odierna area di Sant'Omobono, realizzato, forse, all'epoca di Servio Tullio (secondo quarto del VI secolo a.C.).
Altri templi dedicati alla dea erano nelle città di Capua, Cosa e Satricum, quest'ultimo tempio costruito (e ricostruito) sull'acropoli cittadina.
La sua festa, i Matralia, veniva celebrata l'11 giugno. A questo culto erano ammesse solo le donne vergini o sposate una sola volta, il cui marito era ancora vivo, mentre le schiave ne erano severamente escluse. Per l'occasione venivano offerti alla dea cibi cotti in vasi di terra.
La dea fu associata alla divinità greca di Leucotea, e poiché questa era la madre di Palemone, a sua volta associato dai romani alla divinità di Portuno, Mater Matua era la madre di quest'ultimo..

## Etimologia
L'etimologia del nome Matuta, è ancora incerta, facendola derivare dai termini indoeuropei "*mā-tu-to‑", ossia mattinierio, mattino, oppure da *mā-tu-ro‑", maturo, pronto per il raccolto.

## Opere
Il Museo archeologico nazionale di Firenze espone la statua della Mater Matuta etrusca rinvenuta nella necropoli della Pedata presso Chianciano Terme.. Una copia è esposta al museo etrusco di Chianciano Terme.
Il Museo Provinciale Campano di Capua, in provincia di Caserta, dedica una sala alla dea, Matres Matutae, dove sono esposte numerosissime terrecotte architettoniche e votive, ed oltre centocinquanta statue in tufo, di varie dimensioni, che raffigurano costantemente donne sedute.
La dea è rappresentata sulla facciata settentrionale dell'Arco di Costantino, nel gruppo di soggetti che rappresentano l'Adventus, ossia l'arrivo dell'Imperatore.